# Stationary Traveller
Stationary Traveller – album brytyjskiej grupy Camel wydany w 1984 roku. Jest ostatnim studyjnym albumem zespołu stworzonym w latach 80.

## Lista utworów
1. "Pressure Points" (instrumentalny) (Latimer) (2:10)
2. "Refugee" (Hoover, Latimer) (3:47)
3. "Vopos" (Hoover, Latimer) (5:32)
4. "Cloak and Dagger Man" (Hoover, Latimer) (3:55)
5. "Stationary Traveller" (instrumentalny) (Latimer) (5:34)
6. "West Berlin" (Hoover, Latimer) (5:10)
7. "Fingertips" (Hoover, Latimer) (4:29)
8. "Missing" (instrumentalny) (Latimer) (4:22)
9. "After Words" (instrumentalny) (Scherpenzeel) (2:01)
10. "Long Goodbyes" (Hoover, Latimer) (5:14)

### Utwory bonusowe
Utwory zawarte na zremasterowym wydaniu z 2004 roku.
1. "In the Arms of Waltzing Frauleins"
2. "Refugee"
3. "Vopos"
4. "Cloak and Dagger Man"
5. "Stationary Traveller"
6. "West Berlin"
7. "Fingertips"
8. "Missing"
9. "After Words"
10. "Long Goodbyes"
11. "Pressure Points" (poszerzony mix)

### WydanieCherry Red Recordsz 2009 roku
1. "Pressure Points"
2. "Refugee"
3. "Vopos"
4. "Cloak and Dagger Man"
5. "Stationary Traveller"
6. "West Berlin"
7. "Fingertips"
8. "Missing"
9. "After Words"
10. "Long Goodbyes"
11. "In the Arms of Waltzing Frauleins" (bonus track)
12. "Pressure Points" (bonus track, extended 12" single version)

## Muzycy
Opracowano na podstawie materiału źródłowego.
- Andrew Latimer – gitara, flet, gitara basowa, pianino, instrumenty klawiszowe, śpiew
- Paul Burgess – perkusja
- Ton Scherpenzeel – instrumenty klawiszowe
- Haydn Bendall – Fairlight Synthesizer
- David Paton – gitara basowa
- Chris Rainbow – śpiew
- Mel Collins – saksofon